# Jasminisis cavatica
Jasminisis cavatica är en korallart som beskrevs av Philip Alderslade 1998. Jasminisis cavatica ingår i släktet Jasminisis och familjen Isididae. Inga underarter finns listade i Catalogue of Life.